# 대한민국 제21대 국회의원 선거 국민의당 후보 목록
다음은 대한민국 제21대 국회의원 선거 국민의당 후보 목록이다. 
| 순번 | 후보자   | 경력                                                                             |
| ---- | -------- | -------------------------------------------------------------------------------- |
| 1    | 최연숙   | 계명대학교 동산병원 간호부원장                                                   |
| 2    | 이태규   | 전 국회의원(제20대 국회의원[비례대표])                                           |
| 3    | 권은희   | 제19·20대 국회의원(광주 광산 을)                                                 |
| 4    | 김근태   | 전·대·협 서울대학교 지부장                                                       |
| 5    | 최단비   | 변호사, 원광대학교 법학전문대학원 교수                                           |
| 6    | 김도식   | 현) 국민의당 당대표 비서실장 / 현) 동국대학교 문화콘텐츠학과 겸임교수            |
| 7    | 안혜진   | 주식회사 시티플러스 대표이사 사장                                                |
| 8    | 김윤     | 현) 국민의당 서울시당위원장 / 전) (주)대우자동차 세계경영기획단장                |
| 9    | 김예림   | 국민의당 부대변인 / 변호사(법무법인 정향)                                        |
| 10   | 사공정규 | 국민의당 코로나-19대책TF위원회 위원장 / 대구광역시당 위원장                      |
| 11   | 김현아   | 전) 서울특별시의회 의원 (9대) / 전) 명지대학교 조교수                            |
| 12   | 김경환   | 현) 국민의당 최고위원회 최고위원 / 전) 안철수신당 창당기획단장                   |
| 13   | 정수경   | 정수경법률사무소 대표변호사                                                      |
| 14   | 진용우   | 전) (사)대한한의사협회 감사 / 전) 대한장애인올림픽위원회(KFC) 위원               |
| 15   | 신경희   | 배움사이버평생교육원 사회복지학 교수                                             |
| 16   | 정광호   | SK건설 직장인                                                                    |
| 17   | 정주열   | 현) 사단법인 대한어머니회 경기도연합회 회장 / 현) 서정대학교 뷰티아트과 겸임교수 |
| 18   | 이현웅   | 전) 국민의당 창당기획단 기획2실장 / 전) 인하대학교 로스쿨 겸임교수               |
| 19   | 박재영   | 현) (주) 제이영컴퍼니 대표이사 / 전) 바른미래당 과천의양 지역위원장              |
| 20   | 위성진   | 현) NCS 미디어 대표이사                                                          |
| 21   | 신나리   | 현) 대한인명구조협회 대외협력위원장 / 현) Gatsby International 생존수영클럽대표  |
| 22   | 김도균   | 현) 한국이민재단 이사장 / 전) 제주출입국·외국인청장(일반직고위공무원)            |
| 23   | 채명희   | 현) 백담의료재단 한울요양병원 이사장 / 전) 광주광역시 동구의회 후반기의장        |
| 24   | 장윤섭   | 현) 현대자동차 책임매니저 (프로젝트 관리)                                        |
| 25   | 박삼숙   | 전) 인천서구의회의원(7대) / 전) 칼빈대학교 대학원 교수                           |
| 26   | 안종혁   | 전) 제7대 천안시의원 / 현) 천안주공임대아파트 2차 버들마을 주민대표자회 회장     |

## 같이 보기
- 대한민국 제21대 국회의원 선거